# Acentroscelus versicolor
Acentroscelus versicolor es una especie de araña cangrejo del género Acentroscelus, familia Thomisidae. Fue descrita científicamente por Soares en 1942.

## Distribución
Esta especie se encuentra en Brasil.

## Tratamiento taxonómico
La especie aparece registrada y publicada en Alguns tomisidas e um salticida novos do Brasil. Papéis Avulsos de Zoologia, Sao Paolo 2: 255–265.